# Lord-lieutenant du Stirlingshire
Ceci est une liste de personnes qui ont servi comme Lord Lieutenant du Stirlingshire en Écosse. L'office a été supprimé en 1975, et remplacé par le Lord Lieutenant de Stirling and Falkirk.
- David Erskine, 9e Comte de Buchan 1713 – 1715[1]
- Incomplet avant 1794
- James Graham, 3e Duc de Montrose 17 mars 1794 – 30 décembre 1836
- George Abercromby, 2e Baron Abercromby 19 janvier 1837 – 15 février 1843
- James Graham, 4e Duc de Montrose 27 février 1843 – 30 décembre 1874
- Charles Murray, 7e Comte de Dunmore 16 février 1875 – 1885
- Douglas Graham, 5e Duc de Montrose 18 juillet 1885 – 10 décembre 1925
- George Younger, 1er Vicomte Younger de Leckie 14 janvier 1926 – 29 avril 1929
- William Laurence Pullar 15 novembre 1929 – 1936
- Sir George Stirling, 9e Baronnet 29 octobre 1936 – 1er mai 1949
- Sir Ian Bolton, 2e Baronnet 8 juillet 1949 – 1964
- Edward Younger, 3e Vicomte Younger of Leckie 24 février 1964 – 1975
- Le plus jeune de Leckie est devenu Lord Lieutenant de Stirling and Falkirk